# Supernature
Supernature är det tredje studioalbumet av den brittiska electronicaduon Goldfrapp, utgivet i augusti 2005 på Mute Records.
Med en blandning av pop och elektronisk dansmusik markerade albumet representerade en förändring i Goldfrapp. Huvudsakliga influenser var amerikanska discoartisten Donna Summer och engelska New Wave-bandet New Order. Supernature fick en Grammy-nominering under 2007 för Best Electronic/Dance Album. I januari 2006 hade albumet sålt platina i Storbritannien, och 2007 uppskattade man en miljon sålda exemplar världen runt.

## Låtlista
Låtarna skrivna av Alison Goldfrapp och Will Gregory där inget annat anges.
1. "Ooh La La" – 3:23
2. "Lovely 2 C U" – 3:25
3. "Ride a White Horse" (Goldfrapp, Gregory, Nick Batt) – 4:42
4. "You Never Know" – 3:27
5. "Let It Take You" – 4:30
6. "Fly Me Away" – 4:25
7. "Slide In" – 4:17
8. "Koko" – 3:23
9. "Satin Chic" – 3:28
10. "Time Out from the World" – 4:47
11. "Number 1" – 3:25

## Medverkande
Följande personer har bidragit till Supernature:
| - Alison Goldfrapp – sång, bakgrundssång, synthesizer, art direction - Will Gregory – synthesizer - Mat Bartram – assisterande ljudtekniker - David Bascombe – ljudmix (spår 5); sångarrangemang (sång 11) - Nick Batt – synthesizer (spår 1, 3, 4, 8, 11); ytterligare programming (spår 1–4, 6–11) - Alex Dromgoole – assisterande ljudtekniker (spår 1–4, 6–8, 11) - Richard Edgeler – assisterande ljudtekniker (tracks 9, 10) - David Emery – assisterande ljudtekniker (tracks 1–4, 6–8, 11) - Steve Evans – ytterligare ljudtekniker (track 3) - Lee Groves – ytterligare programming (tracks 1–4, 7) - Nick Ingman – dirigent, stråkarrangemang - Ted Jensen – mastering - Charlie Jones – elbas (spår 1–3, 6, 7) | - Ross Kirton – fotografi - Mat Maitland – art direction - Daniel Miller – synthesizer (spår 3) - Ewan Pearson – ytterligare programmering (spår 3) - Dave Power – ytterligare trummor (spår 3) - Tim Roe – assisterande ljudtekniker (spår 5, 11) - Gerard Saint – art direction - Mark "Spike" Stent – ljudmix (spår 1–4, 6–8, 11) - Rachel Thomas – scendesign - Gary Thomasat – ljudtekniker - Adrian Utley – elgitarr (spår 1, 9); bas (spår 9) - Paul "P-Dub" Walton – ljudmix - Jeremy Wheatley – ljudmix (spår 9, 10) - Gavyn Wright – dirigent |